# Spilarctia rubribasis
Spilarctia rubribasis là một loài bướm đêm thuộc phân họ Arctiinae, họ Erebidae.